# L'Âme du feu
L'Âme du feu (titre original : Soul of the Fire) est le cinquième livre de la série L'Épée de vérité, de Terry Goodkind.

## L'histoire
En sauvant Richard de la peste dans Le temple des vents, Kahlan lâche par mégarde les trois carillons sur le monde. Désormais la magie se meurt partout et les carillons tuent au hasard. Kahlan et Richard doivent lutter pour les renvoyer dans leur prison d'un autre monde tout en faisant face dans le même temps à la menace croissante de l'Ordre Impérial mené par l'Empereur Jagang.
Résumé
L'histoire commence après le mariage de Richard et Kahlan chez le Peuple d'Abode.
D'étranges morts et l'apparition d'un "poulet qui n'en est pas un" laisse présager le pire pour Richard. Pour éloigner Richard et Kahlan du danger et s'en occuper seul, Zedd confie à Richard que le seul moyen d'arrêter ce poulet est de fracasser une bouteille se trouvant dans la Forteresse du sorcier avec l'épée de Vérité.
En réalité, Kahlan a libéré les Trois Carillons qui sont passés dans notre monde. Ces carillons absorbent toute magie du monde des vivants. Ceci provoque donc la mort d'êtres magiques et ainsi la destruction du monde si la magie additive échoue.
Richard, Kahlan et Cara, partent accomplir cette tâche en Aydindril. Pendant ce temps, Zedd et Anna se séparent: Zedd recherche des indices sur les Carillons afin de les bannir et Anna infiltre l'Ordre Impérial pour sauver les Sœurs de Lumière prisonnières de l'empereur sous Jagang.
Laissant là les principaux personnages, nous sommes introduit au pays d'Anderith composé de deux nations:les Anderiens, peuple aux cheveux noirs qui gouverne le pays et les Hakens, peuple roux sous l'oppression des Anderiens. Des siècles auparavant ce sont les Hakens qui, nous dit-on, ont asservi le peuple Anderien lors d'une conquête territoriale. Depuis la situation a radicalement changé et les Hakens sont opprimés pour faire disparaitre leur nature violente. La plupart des Hakens sont élevés dans cette idée et se soumettent volontairement aux Anderiens.
Anderith est soumis à l'Ordre Impérial en la personne de Stein, qui personnifie la rude sauvagerie de l'Empire. Stein offre le double pour toutes marchandises vendues. Il complote aussi avec le Ministre de la Civilisation, Bertrand Chanboor, pour soumettre Anderith à l'Ordre. Ils font infiltrer des soldats de l'Empire au sein de l'armée andérienne en les faisant passer pour des Troupes Spéciales.
Dalton Campbell, bras droit du Chamboor, use de ses connexions  grâce à son escouade de messagers pour permettre à Chamboor d'accéder au titre suprême à la mort du Pontife. Dalton place sa très belle femme Teresa au-dessus de tout.
Fitch, un employé des cuisines Haken, accède au corps des messagers de Dalton après avoir surpris le viol d'une de ses compatriotes Haken, Beata, par Chamboor. Avoir une place si prestigieuse selon lui, lui fait fermer les yeux à la demande de Dalton qui finit par l'accuser du viol de Beata l'obligeant ainsi à s'enfuir. Sa fuite lui permet de réaliser son rêve : devenir Sourcier et acquérir l'Épée de Vérité.
Nous avons un aperçu de l'armée d'Anderith, clairement sous-entrainée et très jeune. La meilleure défense du pays consiste en les Dominie Dirtch, une ligne constituée de cloches magiques géantes qui une fois frappées par un maillet permet de tuer toute personne se trouvant de l'autre côté.
Richard se rend compte que la mission de Zedd est fictive et envoie Cara en Aydindril pour récupérer l'épée de Vérité (comme la magie se meurt, il ne peut donc pas utiliser la silph pour y retourner). Pendant ce temps, Richard, Kahlan et Du Chaillu, la femme-esprit des Baka Tau Mana(anciennement Baka Ban Mana, rencontrée dans la Pierre des larmes) et première "épouse" de Richard se rendent en Anderith pour décrocher des indices sur les Carillons. Richard déduit que l'armée de Jagang marche aussi sur Anderith pour se créer une place forte où organiser la conquête des Contrées du Milieu grâce aux Dominie Dirtch. Zedd y arrive le premier et offre aux Carillons son âme pour les bannir croyant que son âme pourrait remplacer l'âme de Richard promise par Kahlan lors de leur arrivée. Ceci échoue et Zedd prend l'apparence d'un corbeau.
Richard et Kahlan arrivent enfin et proposent un vote pour l'adhésion d'Anderith aux Contrées du Milieu déjà soumises à l'empire d'Haran. Pendant que Richard essaye de convaincre le peuple, Dalton Campbell manipule les foules provoquant ainsi la défaite de Richard. Au même moment, Kahlan apprend qu'elle est enceinte et se demande que faire : garder l'enfant ou non.
Anna trouve enfin les Sœurs de la Lumière et essaye de les persuader de la suivre en leur racontant que Jagang est incapable de pénétrer les rêves de quiconque lié à Richard. Mais celles-ci la dénoncent et Anna est emprisonnée. Seule Sœur Alessandra, une Sœur de l'obscurité lui apporte à manger ce qui permet à Anna de la faire revenir vers la lumière et de s'enfuir ensemble.
Dalton Campbell envoie ses messagers attaquer Kahlan mais ils sont mis en déroute par Richard qui la réanime sans savoir que c'est elle puisqu'elle est méconnaissable. Une fois reconnue, Richard s'aperçoit qu'il ne peut la soigner, car elle est sous le sort d'une Sœur de l'obscurité: si Richard utilise sa magie pour la sauver, cette même magie la tuera. Le seul moyen est de bannir les Carillons.Il apprend aussi qu'à la suite de cette attaque, elle a perdu le bébé.
Cara arrive en Aydindril et surprend Fitch et un ami à lui en train de s'emparer de l'épée. Un combat s'ensuit et Cara tue l'ami, laissant s'échapper Fitch. Elle le poursuit jusqu'en Anderith et le rattrape devant les Dominie Dirtch où une attaque des soldats de l'empire est menée contre les soldats andériens dirigés par Beata. Cara est obligée de s'enfuir après avoir vu l'épée aux mains des soldats de l'empire.
Le pontife meurt, faisant ainsi accéder Chamboor à ce même titre et Dalton à celui de Ministre. Cette nouvelle position permet à Chamboor d'avoir des relations sexuelles avec Teresa. Dalton prétend que cette relation l'indiffère mais il se rend au bordel afin d'être contaminé par la maladie qui y règne. Il couche ensuite avec sa femme et celle de Chamboor contaminant par là même le souverain et Stein. Pourtant il tue Stein obtenant ainsi l'épée de vérité.
En ayant étudié le livre de voyage de Joseph Ander (surnommé la Montagne), le fondateur du pays, apporté par Zedd toujours en corbeau, Richard s'aperçoit que les Carillons sont liés aux Dominie Dirtch. Il comprend qu'Ander a réduit en esclavage les Carillons afin de doter les Dominie Dirtch de pouvoir et de se rendre immortel. Richard les invoque et leur donne le choix: son âme à lui ou bien l'âme d'Ander qui se cache sous la montagne. Les Carillons choisissent la vengeance et l'âme consumée leur permet de retourner à leur sommeil éternel. En conséquence, Zedd reprend son apparence initiale et décide de repartir vers Aydindril retrouver Richard.
Richard, quant à lui, décide de partir en Terre d'Ouest  accompagné de Cara pour permettre à Kahlan de guérir naturellement. En chemin, il rencontre Dalton Campbell qui s'excuse du mal qu'il a causé et lui restitue l'épée.

## Personnages
- Richard Rahl
- Kahlan Amnell
- Zeddicus Zul'Zorander
- Dame Abesse Annalina
- Cara
- Empereur Jagang
- Dalton Campbell
- L'Homme Oiseau
- Nissel
- Du Chaillu
- Sœur Alessandra

## La cinquième leçon du sorcier
Ce livre nous fait découvrir la cinquième leçon du sorcier : « rappelle-toi ce que les gens font, et pas seulement ce qu'ils disent, car les actes trahiront un mensonge. »

## Référence
- (en) Cet article est partiellement ou en totalité issu de l’article de Wikipédia en anglais intitulé « Soul of the Fire » (voir la liste des auteurs).